# Dugald Macpherson
Hugh Dugald Macpherson (* um 1959) ist ein britischer Mathematiker, der sich mit Modelltheorie, unendlichen Permutationsgruppen und Kombinatorik befasst.

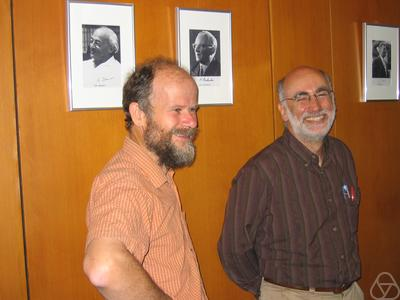
Dugald Macpherson (links) mit Arjeh Cohen, Oberwolfach 2007

Macpherson studierte ab 1977 Mathematik und Philosophie am Merton College der Universität Oxford und wurde dort 1983 bei Peter Cameron promoviert (Enumeration of Orbits of Infinite Permutation Groups). Danach war er als Post-Doktorand an der Simon Fraser University, forschte dann in Cambridge (Junior Research Fellow und SERC Advanced Fellow)  und am Queen Mary and Westfield College der Universität London, wo er ab 1992 Lecturer war. Er ist seit 1994 Lecturer, seit 1996 Reader und ab 2001 Professor für mathematische Logik an der University of Leeds.
Er forscht über Modelltheorie bewerteter Körper, von Gruppen und endlichen Strukturen und Stabilitätstheorie sowie über unendliche Permutationsgruppen.
1997 erhielt er den Junior Berwick-Preis.

## Schriften
- mit Meenaxi Bhattacharjee, Rögnvaldur G. Möller Notes on Infinite Permutation Groups, Springer Verlag 1998
- mit Deidre Haskell, Ehud Hrushovski Stable domination and independence in algebraically closed valued fields, Cambridge University Press 2008
- Herausgeber mit Richard Kaye: Automorphisms of first order structures, Oxford University Press 1994